# MM-1轉輪式榴彈發射器
雄鷹MM-1（英語：Hawk MM-1，以下簡稱：MM-1）是一款由美国武器製造商雄鷹工程有限公司（Hawk Engineering Co）所生產的雙動操作12發轉輪式榴彈發射器，主要用於殺傷面點面有生目標，主要發射40×46毫米口徑低速榴彈。
生產商聲稱，它已被美國特種部隊，以及一些南美和非洲國家的軍隊所採用。

## 概述
相對於其笨重的外表，MM-1可以提供在榴彈發射器而言相當大的火力，其實際發射速率可高達30發／分鐘。它可以在伏擊和其他節奏快速的近戰情況以下非常有用。
雖然MM-1的外觀可能很像一枝將弹巢放大的米尔科姆转轮连发式榴弹发射器，它卻是修改自曼維爾多用途槍械，由美國在第二次世界大战以前研發並且被警察所使用的一枝轉輪式18發催淚氣體發射槍。羅根P-18手槍的製造者邁克爾·羅根把曼維爾的設計加大至40毫米，並作出了一定程度的設計變更。羅根在研發的過程之中所作出的一種方式創新是以模頭擠壓法製成膛線的鋁合金槍管。這樣增加了其生產速度，同時降低了成本。隨後，羅根和其他數人組成雄鷹工程公司並開始生產MM-1。
MM-1為轉輪式武器，具有重型彈巢與使彈巢發射每發榴彈以後自動旋轉的發條式彈簧。在重新裝填的過程中同時地使彈簧重新上發條。需要重新裝填彈巢時，重新裝填彈巢時，該槍的托架後部被釋放並橫向轉動以露出彈巢的後膛，即是彈巢與槍管同樣是與托架前部相連接。

## 外部連結
- （英文）—Modern Firearms－MM-1 40mm grenade launcher （页面存档备份，存于）
- （英文）—Weapon.ge—Hawk Engineering MM-1 （页面存档备份，存于）
- （英文）—Military, Security and Civilian Guns and Equipment—Hawk MM-1 MGL Automatic Grenade Launcher  （页面存档备份，存于）
- （简体中文）—D Boy Gun World（槍炮世界）—MM-1榴弹发射器 （页面存档备份，存于）